# Angelo Di Pietro
Angelo Di Pietro, italijanski rimskokatoliški duhovnik, škof in kardinal, * 22. maj 1828, Vivaro Romano, † 5. december 1914.

## Življenjepis
20. decembra 1851 je prejel duhovniško posvečenje.
25. junija 1866 je bil imenovan za pomožnega škofa Velletrija e Segnija in za pomožnega škofa licijske Nise; 1. julija istega leta je prejel škofovsko posvečenje.
28. decembra 1877 je bil imenovan za naslovnega nadškofa Nazianzusa. Pozneje je zasedel 3 položaje apostolskega nuncija: 30. septembra 1879 v Braziliji, 21. marca 1882 v Nemčiji in 23. maja 1887 v Španiji.
16. januarja 1893 je bil povzdignjen v kardinala in imenovan za kardinal-duhovnika Ss. Bonifacio ed Alessio.
28. junija 1893 je postal prefekt Zbora Rimske kurije, 18. marca 1895 uradnik Rimske kurije, 20. julija 1902 prefekt Kongregacije za škofe in druge prelate, 27. novembra istega leta za datarja Apostolske datarije in 22. junija 1903 je bil imenovan za kardinal-duhovnika S. Lorenzo in Lucina.